# Comuna Kubreakî, Veselînove
Kubreakî (în ucraineană Кубряки) este o comună în raionul Veselînove, regiunea Mîkolaiiv, Ucraina, formată din satele Hamove, Ivanivka și Kubreakî (reședința).

## Demografie
Componența lingvistică a comunei Kubreakî
     Ucraineană (98,13%)
     Rusă (1,34%)
     Alte limbi (0,53%)
Conform recensământului din 2001, majoritatea populației comunei Kubreakî era vorbitoare de ucraineană (98,13%), existând în minoritate și vorbitori de rusă (1,34%).